# Educación y nacionalismo
Educación y nacionalismo (título original: Kyôiku to Aikoku; título internacional: Education and Nationalism) es un documental japonés dirigido por Hisayo Saika. El mismo fue transmitido por Mainichi Broadcasting System (MBS) en julio de 2017 sobre Eizo '17. El título oficial de la transmisión es "Educación y nacionalismo: lo que está sucediendo ahora en los libros de texto", que ganó el premio Galaxy 2017 (55.° edición) en la categoría de televisión.
En esta página, Iwanami Shoten publicó un libro basado en este trabajo en 2019, Educación y nacionalismo: ¿Quién ahogará el aula?.

## Descripción general

### Libro y película
El 30 de mayo de 2019 se publicará la versión del libro "Educación y patriotismo: quién asfixia el aula" de Iwanami Shoten.
De agosto a septiembre de 2020, Saika escribió una propuesta para la versión cinematográfica del "Video '17 Educación y patriotismo: ¿qué está pasando en los libros de texto?" Enviar a la Oficina. El 1 de octubre del mismo año, se informó que el primer ministro Yoshihide Suga no nombró a seis historiadores entre los miembros recomendados por el Consejo de Ciencias de Japón. La negativa a nombrar nuevos miembros se convirtió en un problema social importante. Saika se apresuró a convertirlo en una película, ``con la desesperada sensación de que la libertad académica también está en peligro'', pero pasó un año antes de que se decidiera oficialmente.
La versión cinematográfica incluye las últimas entrevistas con Takashi Ito y Yasunori Kagoike, y la cobertura de la Exposición de libertad de expresión Kansai celebrada en Osaka en julio de 2021. La versión televisiva de 50 minutos renació como una versión cinematográfica de 107 minutos. Al principio, se presenta una escena de la película de política nacional estadounidense contra Japón, Know Your Enemy, Know Japan (1945).
La versión cinematográfica se estrenará en los cines de todo el país a partir del 13 de mayo de 2022. Hasta el 18 de julio del mismo año se contabilizaron más de 27.000 espectadores. Yoichi Mushiake, quien será el presidente y director ejecutivo de Mainichi Broadcasting a partir de junio de 2021, dijo en la conferencia de prensa habitual del presidente en julio de 2022 sobre la versión cinematográfica, "(como una serie de" videos ") documentales de televisión que se han transmitido durante más de 40 años son "Estoy muy feliz de haber saltado del marco de la 'TV' y logrado ciertos resultados en el mundo del cine".
Además, la Conferencia de Periodistas de Japón (JCJ) seleccionó la versión cinematográfica para el Gran Premio JCJ número 65 el 31 de agosto de 2022.

## Ficha técnica
- Director: Naoyo Saika
- Productores: Ryuzo Sawada, Nobuyuki Okuda
- Fotografía: Tetsuya Kitagawa
- Edición: Hiroyuki Shinko
- Iluminación: Kazuki Komiya
- Narración: Arata Iura
- Lectura: Mitsumasa Kawamoto, Kaori Sekioka, Keiko Furukawa
- Distribución/Publicidad: Krokubito
- Producción: Comité de Producción de la Película "Educación y Patriótica"